# Andreaea planinervia
Andreaea planinervia là một loài rêu trong họ Andreaeaceae. Loài này được Lindb. ex G. Roth mô tả khoa học đầu tiên năm 1911.